# Thalictrum faberi
Thalictrum faberi är en ranunkelväxtart som beskrevs av Oskar Eberhard Ulbrich. Thalictrum faberi ingår i släktet rutor, och familjen ranunkelväxter. Inga underarter finns listade i Catalogue of Life.